# Javier Suazo Mejía
Javier Enrique Suazo Mejía (Tegucigalpa, 14 de julio de 1967) es un director, guionista y productor de cine hondureño con destacada participación en la música, el cine y la literatura en Honduras. Su obra literaria ha cosechado varios premios nacionales en la rama de cuento y ha visto la publicación de tres novelas. Ha realizado numerosos documentales y spots comerciales para televisión y cine.
Los temas recurrentes en su obra son el poder junto a sus efectos corruptivos, la identidad existencial y los conflictos generados por la sociedad de consumo.
Sus películas varían entre temas políticos y lo sobrenatural. Además, se colocan entre las listas de los filmes más taquilleros del país.
También ha desarrollado una carrera exitosa dentro de la publicidad, en la que ha destacado su asesoría en comunicación y estrategia política para varios presidentes de la república.

## Primeros años
Javier Suazo Mejía nació en 1967, en una familia de clase media en la ciudad de Tegucigalpa, capital de Honduras. Es el hijo mayor de José Antonio Suazo Mejía, reconocido abogado quien llegó a ser magistrado de la Corte Suprema de Justicia en representación del Partido Innovación y Unidad Social Demócrata (PINU-SD), y de su esposa Francisca Mejía Romero, trabajadora social y maestra de primaria muy destacada por su labor social y quien en sus últimos años llegó a ser pastora en una iglesia evangélica en la ciudad de La Paz. Del matrimonio nació unos años después José Antonio Suazo, hijo. Poco después, cuando Suazo Mejía contaba con 8 años de edad, el matrimonio se divorcia. Posterior a eso, el abogado José Antonio Suazo contrae nuevas nupcias con la señora Doris Mendoza, de este segundo matrimonio nacen Jesús Fernando Suazo Mendoza y Marcela María Suazo Mendoza.
Suazo Mejía cursó sus primeros años escolares en la escuela bilingüe Elvel School, en donde compuso sus primeros cuentos a la edad de 6 años durante el 1.º grado, bajo la tutela de la maestra Ms. Eoff. En el mismo centro educativo, a los 10 años, escribió su primera obra de teatro que, incluso, fue montada y presentada por la clase bajo la dirección de su mentor, Mr. Cordero. Al terminar sus estudios primarios, Suazo Mejía es trasladado al Instituto Salesiano San Miguel, en donde, bajo la tutela del profesor Moreno desarrolla más sus habilidades en la rama de cuento y, a la edad de 15 años, en 1982, gana su primer premio nacional, otorgado por la Sociedad Literaria de Honduras.
A lo largo de todo ese período, es su madre, Francisca, quien le brinda el mayor apoyo e incentivo para desarrollarse en el arte, estimulándolo a que escriba cuentos, comprándole su primera guitarra para que aprenda a ejecutarla y a componer canciones, facilitándole equipo para hacer pinturas y acuarelas.
Tras su graduación de bachillerato en 1984, ingresa a la carrera de arquitectura en la Universidad Nacional Autónoma de Honduras (UNAH). En este período ingresa al Teatro Universitario Libre de Honduras en donde participa como actor en varias de sus obras, entre ellas “El enfermo imaginario” de Moliére.
Por este tiempo (1987) sale del Teatro Universitario e ingresa al Teatro Taller Tegucigalpa (TTT), una compañía más profesional de teatro bajo la dirección de destacados artistas de este género quienes laboraban en la carrera de Teatro en la UNAH. Con ellos, se presenta en varios festivales internacionales de Teatro, en Costa Rica y Cuba en donde recibe capacitaciones en dirección actoral con el brasileño Amir Haddad, fundador del grupo Ta Na Rua.

## Carrera literaria
Javier Suazo Mejía gana su primer premio nacional en 1982, a la edad de 15 años, otorgado por la Sociedad Literaria de Honduras a la narración breve “Voces”. En 1986 gana un nuevo premio nacional en cuento, otorgado por el Grupo Ideas a su obra “El Signo”. En 2012 gana el primer lugar en la IV edición del concurso de cuentos cortos inéditos Rafael Heliodoro Valle por su obra "El Espejo". También participó en Doce cuentos negros y violentos, una antología que reúne a una docena de autores hondureños contemporáneos que incluye relatos características del género negro (crimen, investigación, detective, culpables, corrupción, etc.) y el tema de la violencia como denominador común.

### De gobernantes, conspiradores, asesinos y otros monstruos
En 2005 publicó su primera novela “De gobernantes, conspiradores, asesinos y otros monstruos”, con el apoyo de la Secretaría de Cultura dirigida por el ministro Arnoldo Aviles y con el apoyo de Ubelia Celis y el poeta Pompeyo del Valle. Gracias a Juan Antonio Medina Durón, el libro es presentado al público en la Universidad Pedagógica Nacional (UPNFM). Ubelia Celis presenta una sinopsis de la novela:
En el verano de 1952 se llevó a cabo una serie de asesinatos que estremeció a los pobladores de Santa Ana. El gobernador de la provincia, antiguo héroe de la guerra civil, Carlomagno Obregón y su pequeño y precoz ahijado, José Antonio Suárez, protagonizaron una tenaz cacería para detener al culpable sin sospechar que tendrían que enfrentar los escabrosos obstáculos de la conspiración política, el alboroto de las bajas pasiones y la temible ira de la naturaleza.
En 2019 publicó "Entre Escila y Caribdis", un thriller caribeño que viene a ser una adaptación de la obra. A finales de abril de 2022 presentó la tercera edición del mismo en el Centro Cultural de España en Tegucigalpa. Suazo Mejía comentó que decidió renombrar la novela debido al extenso nombre (De gobernantes, conspiradores, asesinos y otros monstruos), y que "Entre Escila y Carbidis" es como había pensado titularla originalmente.

### El fuego interior
En 2007 publicó la primera edición de su novela “El fuego interior”, la que había logrado el segundo lugar en el Premio Nacional de Novela Corta convocado por la Secretaría de Cultura el año anterior. En julio de 2018 publica su más reciente edición. 
Un sacerdote que esconde un pasado oscuro debe regresar a su pueblo natal, en la costa Caribe, para investigar las causas de la misteriosa muerte de su hermano de crianza, ajeno de que al hacerlo desatará un infierno que arrasará con todos a su alrededor, incluso, con su propia identidad.

### Quetzaltli: La lágrima del creador
En 2018 publicó la novela juvenil de fantasía épica “Quetzaltli, la lágrima del Creador”, el primer libro de una saga sobre las aventuras de este personaje. 
Sin nombre, sin hogar, sin memoria, pero con una insaciable sed de libertad y justicia. Así comienza la leyenda de Quetzaltli, un esclavo fugitivo quien, con apenas 12 años, se lanza en una vertiginosa aventura en la que afrontará enormes peligros en busca de su identidad y su familia. 
Esta incursión en el género de la literatura juvenil por parte de Suazo Mejía destaca la complejidad del mito y sus componentes religiosos como su poder ficcional y su fuerza ejemplar. Además, el uso de las culturas mesoamericanas como referencias intertextuales, y como elemento estructurador de la obra, testimonia de una verdadera ambición estética del autor.

### Distopía: Cuentos de ciencia ficción del tercer mundo
En 2020 publicó la colección de cuentos "Distopia: Cuentos de ciencia ficción del tercer mundo", una serie de relatos que presenta los avances tecnológicos en contraste a la dura realidad tercermundista. Kalton Harold Bruhl, Premio Nacional de Literatura en 2015, comenta sobre la obra:
En algún momento Arthur C. Clarke se quejó de que el futuro ya no era el mismo de antes. Luego de leer las historias de Javier Suazo Mejía podemos disentir y aceptar con amargura que, para nosotros, los que habitamos en la región menos transparente del aire, el futuro será siempre el mismo.

### Doce cuentos negros y violentos
En 2020 fue partícipe, junto con otros once autores hondureños contemporáneos, en "Doce cuentos negros y violentos", antología que contiene igual número de cuentos con el denominador común del tema de la violencia. En la mayoría de ellos, además, aparecen algunos de los elementos propios del género negro: el crimen, el investigador, el criminal, la víctima, los ambientes oscuros, la corrupción y el mal. El cuento de Suazo Mejía es "La Paga del Diablo", donde presenta la violencia padecida en Honduras con elementos sobrenaturales.

### Corre la sangre, doña Inés
En 2022, Suazo Mejía publica "Corre la sangre, doña Inés", una novela histórica sobre la sangrienta expedición del río Amazonas.

## Carrera como artista de rock
En 1992 funda junto a Elías Rodríguez y Alexis Pineda la banda de rock El Triángulo de Eva con el cual obtienen una gran aceptación del público hondureño y realizan giras por todo Centroamérica y Colombia. Suazo Mejía ejecuta el bajo y compone las canciones de la banda cuyos miembros definitivos llegan a ser Miguel Ángel Martínez como voz principal, Diego Jiménez es el guitarra líder, Iván Juárez en los teclados y saxofón, y Carlos Cedeño a cargo de la batería. Juntos graban el álbum Cien Años (1998), pero poco después, la agrupación se separa en el año 2000.

## Carrera cinematográfica

### Un monumento para la historia
En 1986 realiza su primer documental “Un monumento para la historia” en donde recorre la obra del arquitecto Francisco Prats, autor de importante obras ubicadas en la capital de Honduras, tales como el Monumento A La Paz y el Estadio Nacional entre otras. Este documental fue realizado como parte de las tareas de la clase de Historia de la Arquitectura, en la cual los alumnos debían presentar varios ensayos, pero Suazo Mejía, en lugar de hacerlos escritos, decide innovar y presentarlos a manera de documental alcanzando con ello éxitos en esta materia y popularizando el audiovisual como método de relato alternativo. 

### La hora muerta
En 1989, con el apoyo del Teatro Taller Tegucigalpa y de la Dirección de Relaciones Públicas de las Fuerzas Armadas, consigue el equipo, los actores y el financiamiento para realizar su primer largometraje, La hora muerta", para la que realiza el guion y la dirección. En este proyecto le acompañan en la producción Rafael Omar Rivera, Nidia Zelaya y Roque Germer Galindo. La exhibición de esta película se hizo a través de Canal 9, VICA Televisión.

### Toque de queda
En 2012 estrena el thriller político Toque de queda, una historia de suspenso en que 3 personajes se ven recluidos en una mansión llena de secretos durante uno de los toques de queda decretados tras el golpe de Estado de 2009 en Honduras. En dicha película, Suazo Mejía está a cargo del guion y la dirección.

### Cuentos y leyendas de Honduras
en 2014, estrena la película Cuentos y leyendas de Honduras que contiene 4 historias (La Taconuda, El Cadejo, La fiesta de las ánimas y La Sucia) basadas en los guiones radiales de Jorge Montenegro. Esta cinta se ha colocado entre las 10 más taquilleras de la historia cinematográfica del país. Fue estrenado el 22 de octubre de 2014 en medio de una campaña de mercadeo sin precedentes en el cine hondureño.

### Cortometrajes
En 1991 presenta El vuelo junto con Teatro Taller Tegucigalpa. En 2009 Colores y sabores, con el apoyo de Aura Creativa Producciones, una comedia sobre la diversidad y los prejuicios raciales. En 2018 El encarguito, un thriller policial que recibe muchas nominaciones en el VII Festival Internacional de Cortometrajes El Heraldo, entre ellas Mejor Cortometraje, Mejor Guion, Mejor Actuación Femenina y Mejor Dirección de Arte.